# Onderwijsprofessional
Een onderwijsprofessional is iemand die zich beroepsmatig met de overdracht van kennis of vaardigheden bezighoudt.

## Hoedanigheden
Bij een onderwijsprofessional wordt meestal gedacht aan een onderwijzer in de klassieke betekenis van iemand die onderwijs verzorgt. Verwante beroepen zijn de leraar, docent of professor. Onder onderwijsprofessional vallen echter veel meer beroepen dan die van onderwijzer alleen. Bijvoorbeeld  hoedanigheden als mentor, coach, rector, onderwijsdirecteur, onderwijscoördinator, teamleider, onderwijssupervisor, onderwijsdeskundige, onderwijskundige, onderwijsontwikkelaar, studieloopbaanbegeleider, onderwijsarchitect, onderwijsontwerper, onderwijstechnoloog kan men eveneens kwalificeren als onderwijsprofessional.

## Competenties
Een onderwijsprofessional is in ieder geval competent op de domeinen pedagogiek, onderwijskunde en didactiek. De onderwijsprofessioneel is meestal opgeleid bij een lerarenopleiding die vanuit de overheid het exclusieve recht heeft de gewenste ontwikkeling van een onderwijsprofessional te ontwerpen en te vormen. Onderwijsprofessionals die zich professioneel willen bijscholen of omscholen ervaren dat nogal eens lastig te organiseren naast hun reguliere baan hoewel dit wettelijk gezien een vereiste is. De meeste eisen die worden gesteld aan de kwaliteiten van een onderwijsprofessional zijn geregeld in de Wet op de beroepen in het onderwijs (Wet BIO). Een aantal van die eisen, zoals het reflectie- en onderzoekend vermogen, zijn in het dagelijks werk lastig om te ontwikkelen, te onderhouden en toe te passen.

## Profiel
Een onderwijsprofessional dient als beroepskracht een persoonlijke onderwijsvisie te hebben (of te ontwikkelen). Vanuit die persoonlijke onderwijsvisie dient hij samen te kunnen werken binnen een onderwijsorganisatie met medewerkers die elk een eigen visie op het onderwijs hebben. De neiging te willen samenwerken met collegae is een belangrijke persoonseigenschap die hedendaags onderwijs vraagt. De overheid verwacht tegenwoordig ook van de onderwijsprofessional een actieve en betrokken houding in de rol als onderwijsontwikkelaar bij de ontwikkeling van het eigen onderwijs en die van de onderwijsorganisatie.